# Sofía de Mecklemburgo (1481-1503)
Sofía de Mecklemburgo (18 de diciembre de 1481-12 de julio de 1503, Torgau) fue una noble alemana, duquesa de Mecklemburgo por nacimiento y por matrimonio princesa electora de Sajonia.

## Vida
Sofía fue la tercera de siete hijos y la segunda hija del duque Magnus II de Mecklemburgo y su esposa Sofía de Pomerania.
El 1 de marzo de 1500, se casó con el príncipe elector Juan de Sajonia. Juan y Sofía tuvieron un hijo:
- Juan Federico I (1503-1554), sucesor de su padre como Elector de Sajonia, se casó en 1527 con  Sibila de Cleves.

Sofía murió poco después del nacimiento de su hijo antes que su marido se convirtiera en Elector. Fue enterrada en la iglesia de la ciudad de Santa María, en Torgau. La placa de bronce de su tumba fue elaborado por Peter Vischer el Viejo en su taller en Núremberg, con un diseño de Jacopo de'Barbari.
Su viudo y su hermano  Federico el Sabio mandaron a hacer un altar en su memoria. Se dedicó a Santa Ana y los Santos auxiliadores, y fue inaugurado el 18 de julio de 1505. Su hermano encargó un retablo de Lucas Cranach el Viejo. Un tríptico que se encuentra ahora en exhibición en el Städel Museo de Frankfurt y es conocido como el Torgau Retablo, generalmente se cree que este retablo. Otra pintura de Cranach, una representación compacta de los Santos auxiliadores, permaneció en Torgau, y ahora se coloca detrás de su tumba.

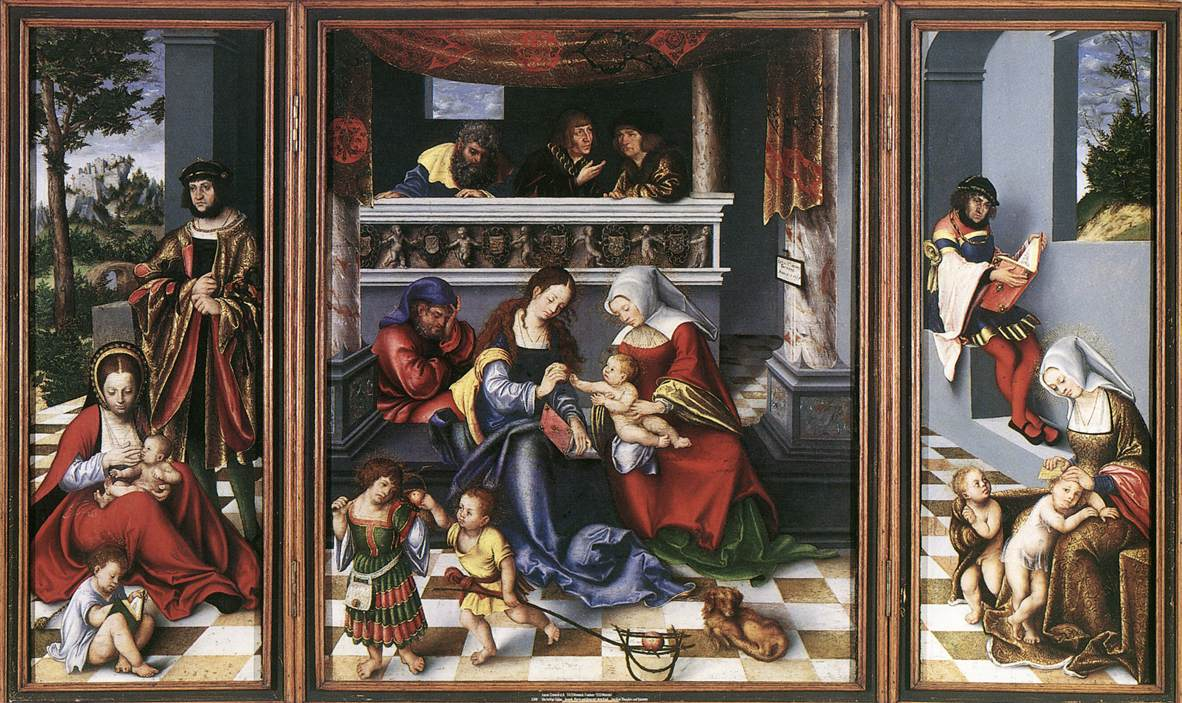
Tríptico Torgau Altarpiece.